# Хармсворт, Альфред, 1-й виконт Нортклифф
Альфред Хармсворт (англ. Alfred Harmsworth; 15 июля 1865 — 14 августа 1922) — английский бизнесмен и общественный деятель. Создатель первой британской массовой деловой газеты «Daily Mail».

## Заслуги
В 1904 году получил титул баронета Эльмвуда, с 1905 года — барон Нортклифф, с 1918 года — виконт Нортклифф.
Учредил приз в 1000 фунтов первому лётчику, который пересечёт Ла-Манш на самолёте, и 25 июля 1909 года Луи Блерио завоевал этот приз. В маркетинге и рекламе этот ход был новаторским, главной целью мероприятия была именно раскрутка спонсора. Тиражи Daily Mail резко пошли вверх, после чего мероприятие превратилось в регулярную гонку под эгидой газеты. Так впервые возник удачный симбиоз спорта и бизнеса.
Активно участвовал в объединении многочисленных британских миссий по закупке в САСШ (США) амуниции, продовольствия и других товаров. В дальнейшем лорд Нортклифф сделался руководителем британской военной миссии в САСШ после того, как отклонил предложение принять министерский пост.
В феврале 1918 года лорд Нортклифф принял предложение премьер-министра занять должность руководителя пропаганды в неприятельских странах.
Июль 1919 года, свидетельство Арнольда Рехберга в «Tägliche Rundschau»:
«Не подлежит никакому сомнению, что лорд Нортклифф в значительной степени способствовал победе Англии в мировой войне. Характер и способы английской военной пропаганды когда-нибудь займут в истории место неподражаемого события. Пропаганда Нортклиффа правильно оценила во время войны характер и духовные особенности немцев».

## Интересные факты
В честь жены Хармсворта была названа крайняя западная точка российского архипелага Земля Франца-Иосифа — мыс Мэри-Хармсуорт.